# Associação Letã de Artistas e Produtores
A Associação Letã de Artistas e Produtores (Em letão: Latvijas Izpildītāju um apvienība producentu - LaIPA) é uma organização não-governamental sem fins lucrativos que representa a indústria musical da Letónia e músicos, artistas, autores e compositores que fazem parte dela. Desde 2004, ele é membro da Federação Internacional da Indústria Fonográfica.
Desde dezembro de 2017, ele publica e publica paradas semanais dos álbuns nacionais mais populares, singles internacionais e clubes de todo o país, com base em vendas e transmissões.